# 宮部シズエ
宮部 シズエ（宮部 シズヱとも、みやべ しずえ、1937年8月3日 - ）は、日本の元競泳選手。奈良県出身。ヘルシンキオリンピック・ローマオリンピック日本代表。50m自由形・100mバタフライ・200mバタフライ元日本記録保持者。現姓は辻内。

## 経歴
奈良県宇智郡野原町（現五條市）出身。
野原町立野原中学校在籍時の1952年6月に行われた日本選手権兼ヘルシンキオリンピック最終選考会において50m自由形2位・100m自由形4位に入り、ヘルシンキオリンピック日本代表に選出された。7月から8月にかけてヘルシンキオリンピックが開催されたが、100m自由形予選落ちに終わった。
高校は五條高等学校に進学。1953年、日本選手権の50m自由形で初の日本一になる。高校総体では50m自由形・100m自由形・400mフリーリレーで3冠を達成した。
1954年、高校総体では50m自由形・400mフリーリレー・400mメドレーリレーで2年連続となる3冠を達成した。アジア競技大会では100m自由形で銅メダル、400mフリーリレーでは金メダルを獲得した。
1955年の高校総体では50m自由形・100m自由形ともに2位入賞を果たした。
大学は天理大学に進学。1956年、日本選手権兼メルボルンオリンピック代表選考会では50m自由形5位、100m自由形準決勝敗退となり、2大会連続となるオリンピック出場は果たせなかった。
1957年、日本選手権では100mバタフライ・200mバタフライで2冠を達成した。
1958年、アジア競技大会で100mバタフライで日本新記録を更新しての優勝を果たす。日本選手権では100m・200mバタフライで2年連続2冠を達成した。
1959年、日本選手権の100m・200mバタフライで3年連続2冠を達成した。
1960年、日本選手権兼ローマオリンピック代表選考会で100mバタフライで優勝を果たし、2大会ぶりとなるローマオリンピック日本代表に選出された。